# Фульвета лаоська
Фульве́та лаоська (Fulvetta danisi) — вид горобцеподібних птахів родини суторових (Paradoxornithidae). Мешкає в Лаосі і В'єтнамі.

## Опис
Довжина птаха становить 11,5-13 см. Верхня частина тіла і боки каштанові, тім'я темно-коричневе, окаймлене чорнувавитою смугою. Нижня частина тіла кремово-біла. Над очима широкі білі "брови", обличчя і горло поцятковані коричневими смужками. Очі чорні, дзьоб коричневий, гостий, відносно короткий.

## Підвиди
Виділяють два підвиди:
- F. d. danisi (Delacour & Greenway, 1941) — північно-східний і східний Лаос;
- F. d. bidoupensis (Eames, JC, Robson & Cu, 1995) — південно-східний Лаос і центральний В'єтнам (Плато Далат[en]).

## Поширення і екологія
Лаоські фульвети живуть в підліску вологих гірських тропічних лісів, в дубових і рододендронових лісах та у високогірних чагарникових і бамбукових заростях. Зустрічаються поодинці, парами або невеликими зграйками до 8 птахів, на висоті від 1800 до 2440 м над рівнем моря. Живляться комахами та іншими безхребетними, а також ягодами.